# Olaberria
Olaberria en basque ou Olaberría en espagnol est une commune du Guipuscoa dans la communauté autonome du Pays basque en Espagne.

## Économie
Selon le registre industriel basque les entreprises industrielles d'Olaberria qui ont plus de 50 employés :
- Arcelor Mittal Olaberria
- Grúas de Obras: fabrication de structures métalliques pour grues. Appartient au groupe Jaso.
- Hine: automatisation industrielle

Il y a un centre commercial de l'enseigne Carrefour depuis l'année 2000 dans cette municipalité.

## Personnalités
- Aitor Begiristain Txiki Begiristain (né en 1964) : ex-footballeur international et actuel directeur technique du FC Barcelone.

### Sources
- (es) Cet article est partiellement ou en totalité issu de l’article de Wikipédia en espagnol intitulé « Olaberría » (voir la liste des auteurs).